# آقای تاد
آقای تاد، از تود هال، یکی از شخصیت‌های اصلی رمان باد در درختان بید نوشته کنت گراهام در سال ۱۹۰۸ است.

## الهام گرفتن
الهام‌بخش شیطنت‌ها و خودستایی‌های آقای تاد، تنها فرزند کنت گراهام، آلستر بود: یکی از دوستان خانوادگی، کنستانس اسمدلی، شنید که گراهام از سوء استفاده‌های تاد به‌عنوان داستانی قبل از خواب برای آلستر تعریف می‌کرد، و خاطرنشان کرد که «گرایش خود آلستر به شادی کردن با سوء استفاده‌های جنون آمیز از جنس تاد بود». سرهنگ فرانسیس سیسیل ریکاردو (۱۸۵۲–۱۹۲۴)، اولین مالک ماشین در کوکهام در بارکشر، جایی که گراهام کتاب‌ها را نوشت، نیز تصور می‌شود که تأثیرگذار بوده است. پیشنهادها دیگر عبارتند از والتر کونلیف، اولین بارون کونلیف.

## شخصیت
تاد مالک منطقه حومه ای انگلیسی تود هال است که از خانواده خود به ارث برده است. تاد شخصیتی شوخ و دوستانه دارد، اما غالباً خودبزرگ بینی و تکانشگری اش بر او حکومت می‌کند که اغلب او را به دردسر می‌اندازد. تاد به دلیل وسواس زیادی نسبت به فعالیت‌های مختلف و سپس در نهایت حوصله شدن از آنها مشهور است. در رمان تاد پس از اینکه یکی او و دوستانش را در کاروانش از جاده بیرون می‌کند، شیفته ماشین‌های موتوری می‌شود. تاد یک راننده پرشور است و قبل از اینکه دوستانش وارد شوند و او را تشویق کنند تا راهش را تغییر دهد، حداقل با هشت اتومبیل تصادف می‌کند.

## در آثار دیگر
نمایشنامه آلن الکساندر میلن در سال ۱۹۲۹ آقای وزغ ساکن تود هال بر اساس این کتاب ساخته شد. ویلیام هوروود چندین رمان برای کودکان به نام Tales of the Willows نوشت که ادامه داستان اصلی است. بازی ویدئویی ماجراجویی گرافیکی گرگی در میان ما در سال ۲۰۱۳، بر اساس سری کتاب‌های کمیک Fables، آقای تاد را به عنوان «راننده تاکسی بد دهن» با صدای چاک کوروکلیس نشان می‌دهد.

## تصویرسازی‌ها
- اریک بلور - ماجراهای ایکابد و آقای تاد (فیلم ۱۹۴۹)[۷]
- دیوید جیسون - باد در درختان بید (فیلم ۱۹۸۳)